# 28 pokoi hotelowych
28 pokoi hotelowych (ang. 28 Hotel Rooms) – amerykański film dramatyczny z 2013 roku oparty na scenariuszu i reżyserii Matta Rossa. Wyprodukowany przez Oscilloscope Laboratories.
Światowa premiera filmu miała miejsce 9 listopada 2012 roku, natomiast w Polsce premiera filmu odbyła się 17 maja 2013 roku.

## Opis fabuły
Pisarz i księgowa – oboje w stałych związkach – podczas podróży służbowej przypadkowo spotykają się w restauracji. Po kilku kieliszkach wina spędzają ze sobą noc w hotelu. I choć obiecują sobie, że więcej się nie zobaczą, w czasie kolejnej delegacji znów lądują razem w łóżku. Dla obydwojga ma to być tylko seks bez zobowiązań, ale wkrótce zaczyna ich łączyć głębsze uczucie.

## Obsada
- Marin Ireland jako kobieta
- Chris Messina jako mężczyzna
- Robert Deamer jako barman
- Brett Collier jako klient w barze